# Synagoga Chewra Kadisza w Krakowie
Synagoga Chewra Kadisza w Krakowie (z hebr. Bractwa Pogrzebowego) – synagoga znajdująca się na Kazimierzu w Krakowie, przy ulicy Józefa 5.
Synagoga została wzniesiona z inicjatywy bractwa pogrzebowego Chewra Kadisza. Podczas II wojny światowej hitlerowcy zdewastowali synagogę. Od czasu zakończenia wojny w synagodze znajdują się mieszkania.
Do dziś nic się nie zachowało z pierwotnego wyposażenia synagogi, co mogłoby wskazywać na jej pierwotny charakter.